# ロシア内戦の参加勢力一覧
ロシア内戦の参加勢力一覧（ロシアないせんのさんかせいりょくいちらん、ロシア語: Стороны в Гражданской войне в России）では、ロシア内戦時に関与したソビエト連邦共産党・ソビエト勢力（赤軍）、反ソビエト勢力（白軍）、二者に属さない第三勢力のそれぞれを構成する組織等を列挙する。

## 共産党・ソビエト勢力（赤軍）

### 旧ロシア帝国領のソビエト政権
ボリシェヴィキ
- ロシア・ソビエト連邦社会主義共和国

- ウクライナ・ソビエト共和国
- ソビエト派ウクライナ人民共和国
- ウクライナ・社会主義ソビエト共和国(ウクライナ・ソビエト社会主義共和国)

- ドネツク＝クリヴォーイ・ローク・ソビエト共和国
- オデッサ・ソビエト共和国
- タヴリダ・ソビエト社会主義共和国

- クリミア自治ソビエト社会主義共和国

- ベッサラビア・社会主義ソビエト共和国（ロシア語版）

- ドン・ソビエト共和国

- 北カフカース・ソビエト共和国

- クバーニ・ソビエト共和国
- 黒海ソビエト共和国
- クバーニ＝黒海ソビエト共和国

- テレク・ソビエト共和国

- スタヴロポリ・ソビエト共和国
- 沿カスピ海・ソビエト共和国

- 山岳自治ソビエト社会主義共和国

- アムール社会主義ソビエト共和国（ロシア語版）(アムール労働社会主義共和国)

- ムガン・ソビエト共和国（ロシア語版）

- トルキスタン自治ソビエト社会主義共和国
- キルギス自治社会主義ソビエト共和国（カザフ語版）

- ヴォルガ・ドイツ人自治ソビエト社会主義共和国

- モルダヴィア自治ソビエト社会主義共和国

- ラトビア・ソビエト社会主義共和国

- カレリア労働コミューン

- 極東共和国

- ザカフカース社会主義連邦ソビエト共和国
- アゼルバイジャン・ソビエト社会主義共和国
- アルメニア・ソビエト社会主義共和国
- グルジア・ソビエト社会主義共和国
- アブハジア社会主義ソビエト共和国

- エストニア労働コミューン

- リトアニア＝白ロシア・ソビエト社会主義共和国(リトベル共和国)
- リトアニア・ソビエト社会主義共和国
- 白ロシア・ソビエト社会主義共和国

- ガリツィア社会主義ソビエト共和国

- ブハラ人民ソビエト共和国

- ホラズム人民ソビエト共和国

- ポーランド臨時革命委員会（ポーランド語版）

  労農赤軍
- 赤色艦隊（ロシア語版）
- 赤色海軍

- ソビエト連邦軍参謀本部情報総局（ロシア語版）

- 反革命・サボタージュ取締全ロシア非常委員会

- 共和国革命軍事会議
- 全ロシア参謀本部
- 共和国革命軍事会議野戦本部 →  労農赤軍本部

 コミンテルン
- ドイツ共産党
- アメリカ社会主義労働者党（英語版）
- ドイツ・オーストリア共産党
- バルカン革命社会民主連邦（英語版）
- フィンランド共産党
- ハンガリー共産党
- ノルウェー労働党
- ポーランド共産党
- スウェーデン社会民主左翼党
- スイス社会民主党(左派)
- 極東ロシア人民統一組織
- ツィンマーヴァルト運動
- ロシア・ドイツ植民地共産党

### ソビエト政権の同盟国
- トルコ共和国(1920年-1922年)
- フィンランド社会主義労働者共和国
- 水兵・建設労働者ソビエト共和国
- イスコラト共和国
- イラン・ソビエト社会主義共和国
- トゥヴァ人民共和国
- モンゴル人民共和国

- モンゴル人民革命党

## 反ソビエト勢力（白軍）

### ロシア地域の保守勢力
臨時全ロシア政府
- 憲法制定議会議員委員会
- ロシア国

 白軍
- ロシア軍
- 南ロシア軍
- ドン全大軍

- シベリア共和国

- クバーニ人民共和国
- ザバイカル共和国

- ブハラ・ハン国

- ヒヴァ・ハン国

### 旧ロシア帝国領の独立勢力
- ウクライナ国
- ウクライナ人民共和国
- 西ウクライナ人民共和国
- ベラルーシ人民共和国
- バルト連合公国
- リトアニア共和国 (1918年-1940年)
- ラトビア共和国 (1918年-1940年)
- エストニア共和国 (1918年-1940年)
- フィンランド王国
- フィンランド
- ザカフカース民主連邦共和国
- アゼルバイジャン民主共和国
- アルメニア第一共和国
- グルジア民主共和国
- トルキスタン
- アラシュ自治国
- アラシュ党(1918年頃からボリシェヴィキとの交渉開始)
- ポーランド共和国

### ロシア帝国領外の干渉国・関連組織
- 大モンゴル国(親白軍派)

- 大イラン帝国(カージャール朝)

- チェコスロバキア
- チェコスロバキア軍団

- 中華民国 (1912年-1949年)
- 国民革命軍
- 奉天軍

### 協商連合軍
大日本帝国
- 帝国陸軍
- 帝国海軍

 イギリス帝国
- 王立陸軍
- 王立海軍

- カナダ
- オーストラリア
- インド帝国
- 南アフリカ連邦

 ギリシャ王国
 フランス共和国
 アメリカ合衆国
 イタリア王国
 セルビア王国
 ルーマニア王国

## 第三勢力
社会主義者＝革命家党(エスエル党)
- 憲法制定議会議員委員会(エスエル党派)

 緑軍
青軍
 クロンシュタット反乱軍
 リーヴヌィの反乱
 ウクライナ革命蜂起軍(黒軍)
- マフノフシチナ
- アラシュ自治国(表面上、1918年以降の対ボリシェヴィキ交渉後)
- アラシュ党
(表面上、1918年以降の対ボリシェヴィキ交渉後)